# (34994) 1977 CS1
1977 CS1 (asteroide 34994) é um asteroide da cintura principal. Possui uma excentricidade de 0.22325830 e uma inclinação de 7.31730º.
Este asteroide foi descoberto no dia 11 de fevereiro de 1977 por Schelte J. Bus em Palomar.